# Ionel Teodoreanu
Ionel Teodoreanu (Jászvásár, 1897. január 6. – Bukarest, 1954) két világháború közötti román regényíró és ügyvéd; leginkább a gyermek- és kamaszkort felidéző regényeiről ismert.

## Élete
Szülei Osvald Teodoreanu ügyvéd és Sofia Muzicescu Teodoreanu zongoratanárnő voltak. Az egyik nagyszülő szintén ügyvéd, a másik a konzervatórium igazgatója volt. Egyik testvére, Alexandru O. Teodoreanu íróként lett híres, a másik a francia fronton halt meg 1918-ban.
A középiskolát szülővárosában végezte 1916-ban. 1918 vége felé ismert meg jövendő feleségét, Maria Ștefana Lupașcut (aki utóbb Ștefana Velisar Teodoreanu néven vált íróvá). A megismerkedésre az óvóhely zavaros körülményei között került sor. A két fiatalt közös szenvedélyük, az irodalom, illetve írói hajlamuk hozta össze. 1920-ban házasságot kötöttek, miután Ionel Teodoreanu másfél év alatt letette a hároméves jogi egyetem összes vizsgáját. Egy évvel később ikerfiaik születtek.

## Írói munkássága
1919-ben az Însemnări literare című lapban jelent meg első műve, a Jucării pentru Lily (Játékok Lily számára). Első kiadott könyve az Ulița copilăriei (A gyermekkor utcája) című novelláskötet volt 1923-ban. A Garabet Ibrăileanu által vezetett Viața Românească köreihez tartozott.
Körülbelül 20 prózai kötetet írt, de a legnagyobb sikert a háromkötetes La Medeleni című regénnyel érte el (1925 – 1927). (A cím helységnevet jelöl, magyarul Vidéki vakációk címmel jelent meg). A kritika főleg a gyermekkor és kamaszkor felidézésének üdeségét hangsúlyozta, George Călinescu azonban az Istoria literaturii române de la origini și până în prezent (A román irodalom története a kezdetektől napjainkig) című művében csúfot úzött belőle, "Metaforácska" névvel illette és ironikus megjegyzéseket tett a bonyolult, kissé barokkos stílusára. Călinescu ennek a stílusnak a jellemzésére még a "medelenizálni" igét is megalkotta. A könyv három része tartalmaz néhány mozzanatot az író saját életéből is, de leginkább a finom lélekelemzés dominál benne, illetve néhány emlékezetes lányalakot (Olguța, Monica) jelenít meg. Călinescu véleményével szemben az utókor élettel teli műnek tartja a regényt, amely az olvasót a kamaszkor költészetével bűvöli el.
Liviu Rebreanu arra a kérdésre, hogy kit tart figyelemre méltónak a két világháború közötti írónemzedékből, az elsők között Ionel Teodoreanut jelölte meg, akinek üdvözletemet küldöm és köszönetet mindazokért az oldalakért, amelyeket írt, amelyeket annál is inkább nagy élvezettel olvastam, mert én soha nem tudtam volna megírni

## Kiadott regényei
- La Medeleni, 1924
- Bal mascat (Álarcosbál), 1929
- Fata din Zlataust (A zlatausti lány), 1931
- Golia
- Turnul Milenei (Milena tornya)
- Crăciunul de la Silvestri (Karácsony Silvestriben), 1934
- Lorelei, 1934
- Arca lui Noe (Né bárkája), 1936
- Secretul Anei Florentin (Ana Florentin titka), 1937
- Fundacul Varlamului, 1938
- Prăvale Baba, 1939
- Ce-a vazut Ilie Pânișoară (Mit látott Ilie Pânișoară), 1940
- Tudor Ceaur Alcaz, I.-IV. kötet, 1940-1943
- Hai-Diridam, 1945
- La porțile nopții (Az éjszaka kapuinál), 1946
- Zdrulă si Puhă, 1948

## Magyarul
- Ködös határ; ford., utószó Gáldi László; Európa, Bp., 1966
- Utak. Regény; ford. Gáldi László; Európa, Bp., 1968
- Gyermekkorom utcája elbeszélések; ford. Tamás Mária, bev. Demostene Botez; Ifjúsági, Bukarest, 1969 (Napsugár könyvek)
- Szélvészben; ford. Gáldi László; Európa, Bp., 1970
- Vidéki vakációk. Regény; ford. Papp Ferenc, utószó Lőrinczi László; Kriterion, Bukarest, 1983-1985 (Román írók)
  - 1. Felhőtlen nyár; 1983
  - 2. A szerelem nyara; 1984
  - 3. Szelek sodrában; 1985

## Fordítás
- Ez a szócikk részben vagy egészben  az   Ionel Teodoreanu című román Wikipédia-szócikk ezen változatának fordításán alapul.  Az eredeti cikk szerkesztőit annak laptörténete sorolja fel. Ez a jelzés csupán a megfogalmazás eredetét és a szerzői jogokat jelzi, nem szolgál a cikkben szereplő információk forrásmegjelöléseként.